# 納傑日季夫卡 (阿爾齊茲區)
45°47′55″N 29°26′10″E / 45.79861°N 29.43611°E
納德日迪夫卡（烏克蘭語：Надеждівка）是位於烏克蘭西南部的村莊，由敖德萨州博爾赫拉德區的阿爾齊茲市鎮負責管轄。該村面積0.89平方公里，海拔高度46米，2001年人口713，人口密度每平方公里801.12人。